# John Hancock (Texaspolitiker)
John Hancock, född 28 oktober 1824 i Jackson County i Alabama, död 19 juli 1893 i Austin i Texas, var en amerikansk politiker (demokrat). Han var ledamot av delstatens representanthus i Texas 1860–1861 och ledamot av USA:s representanthus 1871–1877 samt 1883–1885.
Hancock gravsattes på Oakwood Cemetery i Austin.